# Lista myśliwców amerykańskich do 1919
Lista myśliwców amerykańskich do 1919 zawiera samoloty zamówione lub zbudowane dla sił powietrznych United States Army do 1919. Do tego roku samoloty używane przez siły powietrzne Armii nosiły jedynie oznaczenia producenta, dopiero począwszy od 1919 do użycia wszedł pierwszy system oznaczeń United States Army Air Corps.
| Nazwa       | Producent            | Załoga | Układ     | Liczba egzemplarzy | Uwagi |
| ----------- | -------------------- | ------ | --------- | ------------------ | --- |
| S-3         | Curtiss              | 1      | trzypłat  | 4                  | Pierwsze jednomiejscowe samoloty Armii od 1913, pierwsze jednomiejscowe myśliwce Aviation Section, U.S. Signal Corps, pierwsze trójpłatowce Armii |
| L-2         | Curtiss              | 1      | trzypłat  | 4                  | |
| B           | Sturtevant           | 1      | dwupłat   | 1                  | |
| Scout       | Pigeon-Fraser        | 1      | jednopłat | 2                  | Zaprojektowane przez George'a Albree'ego, odrzucone przez Armię jako nieprzydatne                                                                 |
| S-4         | Thomas-Morse         | 1      | dwupłat   | 647                | |
| M-Defence   | Standard             | 1      | dwupłat   | 2                  | Zamówiony jako samolot myśliwski ale do służby wszedł jako samolot szkolny w nieco zmienionej wersji E-1.                                         |
| RS          | Schiefer & Sons      | 1      | dwupłat   | 1                  | Prototyp z silnikiem Gnome Monosoupape, nie wszedł do produkcji z powodu niezadowalających osiągów                                                |
| Scout       | Victor               | 1      | dwupłat   | 4                  | Zbudowano po dwa samoloty w dwóch różnych wersjach, nie wszedł do produkcji z powodu zakończenia wojny                                            |
| B           | Orenco               | 1      | dwupłat   | 1                  | Zaprojektowany przez Etienne'a Dormoya, nie wszedł do produkcji seryjnej                                                                          |
| C           | Orenco               | 1      | dwupłat   | 6                  | |
| F.2B        | Curtiss              | 2      | dwupłat   | 27                 | Licencyjna wersja Bristol F.2 Fighter z silnikiem Liberty L-12                                                                                    |
| CB          | Curtiss              | 2      | dwupłat   | 1                  | Zamówiono cztery egzemplarze, zbudowano tylko jeden, reszta zamówienia została anulowana z powodu bardzo złych właściwości pilotażowych           |
| Pursuit     | Lawson               | 1      | dwupłat   | 0                  | Prawdopodobnie tylko niezrealizowany projekt |
| Bullet      | Cantilever Aero      | 1      | dwupłat   | 1                  | |
| M-8         | Loening              | 2      | jednopłat | 55                 | Zaawansowany jednopłat, budowany w kilku wersjach także dla United States Navy.                                                                   |
| M-8         | Wright-Martin        | 2      | jednopłat | 2                  | Dwa samoloty Loening M-8 z silnikami Wright-Hispano H.                                                                                            |
| SX-6        | Motor Products       | 1      | jednopłat | 1                  | Eksperymentalny myśliwiec o bardzo zaawansowanej konstrukcji, nie wszedł do produkcji seryjnej.                                                   |
| Speed Scout | Berckmans            | 1      | dwupłat   | 1                  | Jeden z pierwszych jednomiejscowych samolotów myśliwskich zbudowanych w Stanach Zjednoczonych.                                                    |
| B-2         | Berckmans            | 1      | dwupłat   | 0                  | Wersja rozwojowa Speed Scouta z silnikiem Liberty L-12.                                                                                           |
| Pursuit     | Clark                | 1      | dwupłat   | 0                  | |
| K-3         | Martin               | 1      | dwupłat   | 1                  | |
| MB-1        | Thomas-Morse         | 2      | jednopłat | 2                  | Pierwszy myśliwiec Thomas-Morse Aircraft, nie wszedł do produkcji seryjnej.                                                                       |
| MB-2        | Thomas-Morse         | 2      | dwupłat   | 2                  | Dwa prototypy, nie wszedł do produkcji seryjnej z powodu niezadowalających osiągów.                                                               |
| MB-3        | Thomas-Morse         | 1      | dwupłat   | 255                | |
| E-1         | Standard             | 1      | dwupłat   | 128                | |
| USB-1       | Engineering Division | 2      | dwupłat   | 1                  | |
| USB-1       | Engineering Division | 2      | dwupłat   | 1                  | |
| USBX-1A     | Engineering Division | 2      | dwupłat   | 5                  | Pięć prototypów, samoloty seryjne zbudowane jako Dayton-Wright USXB-1A.                                                                           |
| USXB-1A     | Dayton-Wright        | 2      | dwupłat   | 40+5               | Wersja produkcyjna Engineering Division USBX-1A.                                                                                                  |
| LUSAC-1     | Engineering Division | 2      | dwupłat   | 1                  | |
| LUSAC-11    | Packard              | 2      | dwupłat   | 30                 | |
| LUSAC-2     | Packard              | 2      | dwupłat   | 3                  | |
| FVL-8       | Pomilio              | 1      | dwupłat   | 6                  | |
| 18T         | Curtiss              | 2      | trzypłat  | 2                  | |
| 18B         | Curtiss              | 2      | dwupłat   | 5                  | |
| D           | Orenco               | 1      | dwupłat   | 54                 | |
| VE-7        | Lewis & Vought       | 1      | dwupłat   | 4                  | Używany także przez United States Navy, pierwszy samolot który wystartował z amerykańskiego lotniskowca.                                          |
| VCP-1       | Engineering Division | 1      | dwupłat   | 2                  | |
| Falke       | Wright-Martin        | 1      | jednopłat | 1                  | |
| SE-5        | Curtiss              | 1      | dwupłat   | 107                | |